# Burisma Holdings
Burisma Holdings – przedsiębiorstwo z siedzibą w Limassol na Cyprze, która zajmuje się zagospodarowaniem i eksploatacją ukraińskich złóż gazu ziemnego.

## Produkcja gazu i ropy naftowej
Według Burisma pod koniec 2013 r. osiągnęła dzienną produkcję na poziomie ok. 11 600 BOE, czyli 1,8 mln m³. Odpowiada to około dziewięciu procentom obecnego wydobycia gazu na Ukrainie.
Burisma posiada portfel koncesji na poszukiwanie złóż gazu łupkowego i ropy naftowej we wszystkich trzech kluczowych regionach Ukrainy: zachodnioukraińskim Zagłębiu Karpackim, Zagłębiu Dniepru i Donieckim oraz Zagłębiu Kubańskim. Złoża znajdują się w bliskiej odległości od głównych gazociągów na Ukrainie i zostały z nimi w pełni połączone.
Burisma jest reprezentowana przez londyńską firmę konsultingową i PR „Bell Pottinger Private” Timothy’ego Bella, barona Bella.

## Historia
Burisma została założona w 2002 r. przez przedsiębiorcę, a później ukraińskiego ministra środowiska Mykołę Złoczewskiego i Mykołę Lisina (Микола Павлович Лісін; 1964-2011). Holding współpracował ze spółkami państwowymi, aby wejść w biznes gazowy na Ukrainie. Obaj założyciele byli deputowanymi Rady Najwyższej z ramienia Partii Regionów. Pierwsze własne koncesje poszukiwawcze zostały nabyte w 2004 roku za pośrednictwem spółek LLC Esco-Pivnich i LLC Pari; własna produkcja gazu rozpoczęła się w 2005 r.
W 2006 roku na Cyprze założono spółkę holdingową Burisma Holdings, która później nabyła kolejne udziały. Burisma Holdings jest własnością cypryjskiego Brociti Investments Limited, kontrolowanego przez Złoczewskiego.
W latach 2009–2013 produkcja grupy rosła w szybkim tempie.
Własność Burismy była przez pewien czas niejasna. Prokuratura Generalna wszczęła śledztwo przeciwko Burismie, ponieważ Złoczewski, gdy był ministrem zasobów naturalnych Ukrainy, był podejrzany o nielegalne wykorzystywanie swoich powiązań z państwem i udzielał koncesji na poszukiwania własnym firmom. Po rezygnacji prokuratora generalnego Wiktora Szokina i mianowaniu Jurija Łucenki na stanowisko prokuratora generalnego wszystkie postępowania przeciwko Burismie zostały umorzone.
Na początku kryzysu ukraińskiego w 2013 roku Burisma zintensyfikowała działalność lobbingową w Waszyngtonie. Dwóch bliskich współpracowników sekretarza stanu USA Johna Kerry’ego zostało zatrudnionych do lobbowania za Burismą. W 2013 r. Burisma Holdings przeprowadziła poważne zmiany w zarządzaniu, mające na celu zapoczątkowanie „nowego okresu wzrostu”. W rezultacie amerykański bankier inwestycyjny Alan Apter został zatrudniony jako prezes zarządu, którego zadaniem było usprawnienie ładu korporacyjnego firmy i przyciągnięcie kapitału zagranicznego. Apter posiadał bogate doświadczenie zawodowe z działalności w Europie Wschodniej i byłym Związku Radzieckim.
12 maja 2014 r. Burisma ogłosiła, że utworzono dodatkowe miejsce w zarządzie dla Huntera Bidena, syna wiceprezydenta USA Joe Bidena. W tym czasie przeciwko właścicielowi grupy Mykole Złoczewskiemu w Londynie postawiono zarzuty prania pieniędzy, a jego konta zostały zamrożone. Nie było żadnych śledztw przeciwko Hunterowi Bidenowi. Po tym, jak ukraiński prokurator generalny Wiktor Szokin nie dostarczył wymaganych dokumentów, londyński sąd umorzył sprawę i w styczniu 2015 r. wydał zamrożone aktywa. We wrześniu 2015 r. Geoffrey Pyatt, ówczesny ambasador USA na Ukrainie, skrytykował ukraińską prokuraturę za odmowę poparcia śledztwa.
Nominacja Huntera Bidena spowodowała, że w międzynarodowych mediach pojawiły się zarzuty o partykularne interesy, korupcję i nepotyzm. Wiceprezydent Biden stwierdził, że nie ma konfliktu interesów i że nie popiera żadnej konkretnej firmy w kraju. Sekretarz prasowy Białego Domu za prezydentury Baracka Obamy, Jay Carney, odmówił komentarza, zauważając, że „Hunter Biden i inni członkowie rodziny są najwyraźniej prywatnymi obywatelami”. Zwrócono również uwagę na byłego prezydenta Polski Aleksandra Kwaśniewskiego, Devona Archera, byłego kierownika kampanii ówczesnego sekretarza stanu USA Johna Kerry’ego oraz Davida J. Leitera, byłego szefa sztabu Senatu Johna Kerry’ego. Kwaśniewski i Archer również niedawno dołączyli do rady dyrektorów Burisma (Kwaśniewski w styczniu 2014, Archer w kwietniu 2014). W lutym 2017 r. Joseph Cofer Black, dyrektor Centrum Antyterrorystycznego CIA (CTC) w latach 1999–2002 w administracji George’a W. Busha, również dołączył do rady dyrektorów Burismy.
Według doniesień medialnych, w latach 2014 i 2015 Burisma zapłaciła firmie inwestycyjnej Rosemont Seneca Bohai LLC łącznie 3,4 miliona dolarów, która zapłaciła Hunterowi Bidenowi do 50 tys. dolarów miesięcznie. Hunter Biden był współwłaścicielem Rosemont Seneca Partners z Christopherem Heinzem, pasierbem sekretarza stanu USA Johna Kerry’ego, a Archer był tam również partnerem. Heinz następnie zdystansował się od Rosemont Seneca Partners i, jak wyjaśnił The Washington Examiner, nie był zainteresowany tą firmą od 2015 roku. W 2016 roku, pod naciskiem wiceprezydenta USA Joe Bidena, prokurator generalny Wiktor Szokin został zwolniony.
2 czerwca 2016 roku Burisma i książę Albert II z Monako byli gospodarzami „Międzynarodowego Forum Bezpieczeństwa Energetycznego w Europie” w Monte Carlo Yacht Club. W wydarzeniu wzięli udział m.in.: Aleksander Kwaśniewski (Prezydent RP 1995-2005), Joschka Fischer (Wicekanclerz Niemiec 1998-2005) oraz Andris Piebalgs (Komisarz UE ds. Energii 2004-2009), TJ Glauthier (Zastępca Sekretarza USA Energii 1999–2001, Prezes TJG Energy Associates), Hunter Biden (Niezależny Dyrektor Burisma), Ireneusz Bil (Dyrektor Fundacji Aleksandra Kwaśniewskiego „Amicus Europae”), Jean-Arnold Vinois (Przedstawiciel Komisji Europejskiej ds. polityki energetycznej).
Na początku 2018 roku były wiceprezydent USA Biden powiedział Voice of America, że rezygnacja prokuratora generalnego Szokina była warunkiem udzielenia Ukrainie gwarancji pożyczki w wysokości 1 miliarda dolarów. Podczas dyskusji panelowej w Radzie Stosunków Zagranicznych Biden opowiedział, jak zmusił ówczesnego prezydenta Poroszenkę, a następnie premiera Jaceniuka do zwolnienia prokuratora generalnego Szokina. Biden dał Poroszence i Jaceniukowi ultimatum w postaci zaledwie sześciu godzin, że jeśli prokurator generalny Szokin nie zostanie zwolniony na czas, nie dostaną miliarda dolarów: „…syn, został zwolniony. I umieścili na jego miejscu kogoś, kto był solidny w tym czasie.”
Hunter Biden zrezygnował z funkcji członka zarządu Burisma w 2019 roku, zanim jego ojciec kandydował na prezydenta USA.
We wrześniu 2019 r. demaskator ujawnił, że 25 lipca 2019 r. prezydent USA Donald Trump zadzwonił telefonicznie do Wołodymyra Zełenskiego, aby wszczął śledztwo w sprawie Bidena, które doprowadziło do „afery ukraińskiej”. Trump oskarżył Bidena o wywieranie nacisków na ukraińskie przywództwo i uzyskanie rezygnacji prokuratora generalnego, który prowadził śledztwo w sprawie Burismy.
W październiku 2019 r. ukraińskie sądownictwo ogłosiło, że rozpocznie śledztwo w sprawie zarzutów korupcji związanych z Burismą. Chodziło o transakcje, w które mogliby być zaangażowani m.in. Złoczewski i ukraiński biznesmen Siergiej Kurczenko, ale nie chodziło o Bidena.